# Heinrich Isaacson von Newfort

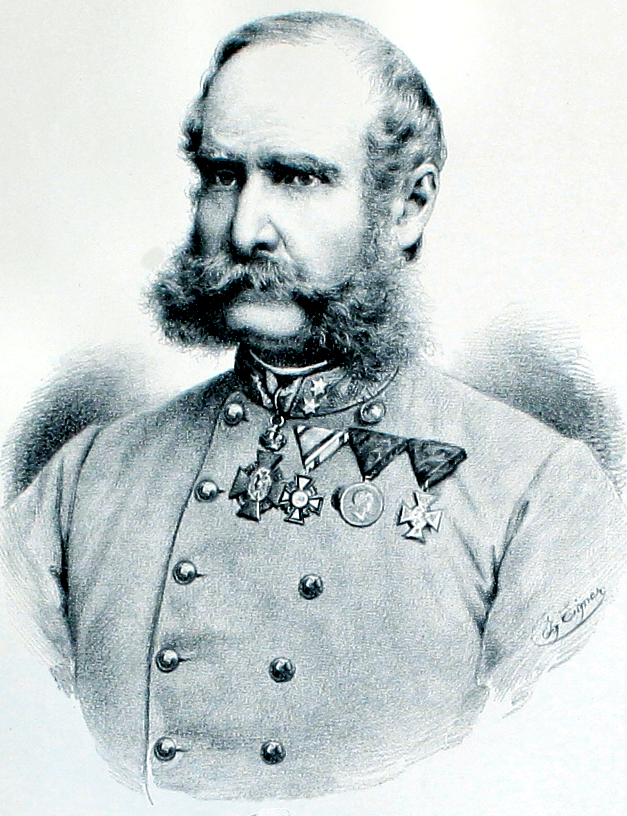
Heinrich Isaacson Freiherr von Newfort 1873

Freiherr Heinrich Isaacson von Newfort (* 10. April 1813 in Warlington, Grafschaft Suffolk; † 3. September 1896 in Temeswar) war ein k. u. k. Offizier (Feldmarschallleutnant) sowie Befehlshaber der 34. Infanterietruppendivision und Militärkommandant von Temeswar.

## Herkunft
Isaacson entstammte einer alten, ursprünglich jüdischen Familie, die im frühen 18. Jahrhundert zum anglikanischen Ritus konvertiert war, den Titel Esquire erlangte und später in England eine Anzahl anglikanische Geistliche stellte.

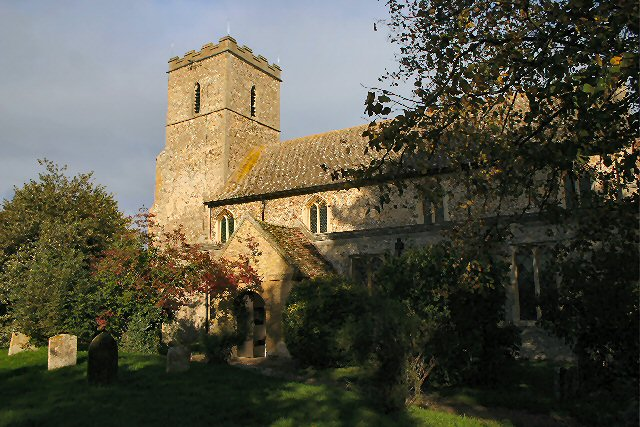
Worlington – Allerheiligenkirche

## Biographie
Der Sohn des anglikanischen Pfarrers Esquire Charles Stuteville (Stutterville) Isaacson trat in österreichische militärische Dienste. 1838 wurde der Unterleutnant zum Leutnant und Brigadeadjutanten im 1. Dragonerregiment befördert.
1858 erschien Heinrich Esquire Isaacson als Oberstleutnant im Kürassierregiment König Maximilian von Bayern Nr. 2, wo er bis zum Oberst aufstieg. Durch Allerhöchste Entschließung vom 3. Oktober 1860 wurde er zum Kommandanten des Kürassierregiments König von Bayern Nr. 10 ernannt.
Während des Krieges mit Preußen gehörte er 1866 in der Schlacht bei Königgrätz zur Nordarmee in der 3. Reserve-Kavallerie-Division unter Generalmajor Karl Graf von Coudenhove in der Brigade Mengen als Kommandant des Kürassierregiments König von Bayern Nr. 10. Auf Grund seiner Tapferkeit wurde er mit dem k. k. Militärverdienstkreuz (KD.) ausgezeichnet.
Als weitere Folge seines Verhaltens im Krieg avancierte er am 9. November 1867 (Rang vom 12. November des Jahres) zum Generalmajor und Kommandanten der 3. Brigade bei der 16. Truppendivision zu Hermannstadt (Sibiu).
Am 23. April 1873 (Rang vom 27. April des Jahres) wurde er zum Feldmarschallleutnant und Befehlshaber der 34. Infanterietruppendivision und Militärkommandant von Temeswar befördert. Diesen Posten behielt er bis zu seiner Pensionierung zum 1. Februar 1878.
Nachdem er zum römisch-katholischen Glauben übergetreten war, erhob ihn schließlich am 16. April 1878 Kaiser Franz Joseph I. mit dem Prädikat „von Newfort“ in den österreichischen Freiherrenstand und verlieh ihm den Orden der Eisernen Krone 2. Klasse.
Der Freiherr war auch mit dem königlich-bayerischen Komturkreuz des Verdienstordens vom Heiligen Michael dekoriert.